# Chinesisch-mongolische Beziehungen
Die chinesisch-mongolische Beziehungen bezeichnet das zwischenstaatliche Verhältnis zwischen der Mongolei und der Volksrepublik China. Diese Beziehungen wurden lange Zeit von den Beziehungen zwischen China und der Sowjetunion, dem Hauptverbündeten der Mongolei bis Anfang 1990, überschattet. Mit der Annäherung zwischen der UdSSR und China in den späten 1980er Jahren begannen sich auch die chinesisch-mongolischen Beziehungen zu verbessern. Seit den 1990er Jahren ist China zum größten Handelspartner der Mongolei geworden, und eine Reihe chinesischer Unternehmen sind in der Mongolei tätig. Die große wirtschaftliche Abhängigkeit von China, das lange die Oberherrschaft über die Mongolen ausübte, hat allerdings auch zu Befürchtungen in der Mongolei gegenüber dem großen Einfluss der übermächtigen Volksrepublik China geführt.
Die Äußere Mongolei erlangte 1911 die Autonomie von der Qing-Dynastie und entwickelte sich zum heutigen mongolischen Staat. Die Innere Mongolei ist bis heute ein Teil Chinas. Obwohl die Mongolen in China nur eine sehr kleine Minderheit der Bevölkerung stellen, leben dort mehr Mongolen als in der Mongolei selbst.

## Geschichte

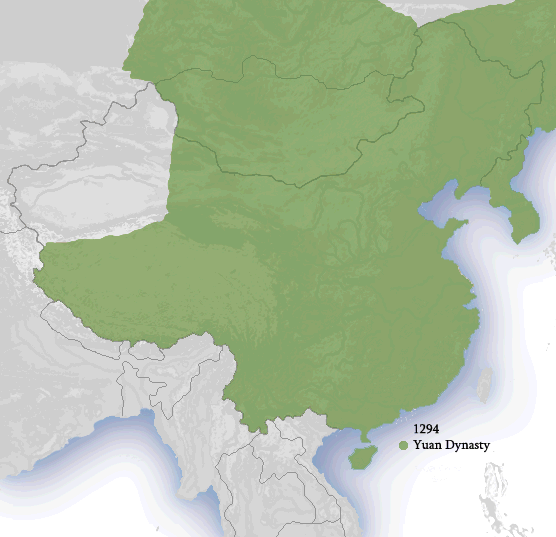
Yuan-Dynastie um 1294

Die Völker der Han und der Mongolen (sowie ihre Vorfahren, die Proto-Mongolen) stehen seit Jahrtausenden in Kontakt zueinander. Im Laufe der Geschichte waren die Beziehungen zwischen den Völkern der chinesischen Mittelebene und der mongolischen Hochebene kompliziert und türkische und mongolische Steppennomaden stellten eine anhaltende Bedrohung für die chinesischen Kaiserreiche dar. Die Große Mauer von China wurde errichtet, um Angriffe von Nomaden aus dem Norden abzuwehren, insbesondere während der Han- und Ming-Dynastie. Nach ihrer Niederlage gegen die Xueyantuo errichtete die Tang-Dynastie 647 ein Generalprotektorat zur Befriedung des Nordens, um die mongolische Hochebene zu beherrschen. Unter Dschingis Khan, der die mongolischen Stämme vereinigt hatte, starteten die Mongolen 1211 einen Angriff auf die Jin-Dynastie in Nordchina. Im Jahr 1271 gründeten die Mongolen unter Kublai Khan, dem Enkel von Dschingis Khan, die Yuan-Dynastie als chinesische Dynastie und unterwarfen 1279 ganz China. Die Zeit der Mongolenherrschaft führte zur Einführung zahlreicher neuer Waren nach China, da der Handel über die Seidenstraße durch die Pax Mongolica aufblühte. Die Mongolen etablierten ein Kastensystem in dem ethnische Mongolen an der Spitze standen und durch die mongolische Unterdrückung ging die Bevölkerung Chinas zurück. Es kam zu Aufständen und der Aufstand der Roten Turbane führte zum Niedergang der Mongolenherrschaft über China. Im Jahr 1368 stürzte die Ming-Dynastie erfolgreich die Yuan-Dynastie und der verbliebene kaiserliche Hof der Mongolen war gezwungen, sich nach Norden zurückzuziehen, wodurch die Nördliche Yuan-Dynastie entstand.

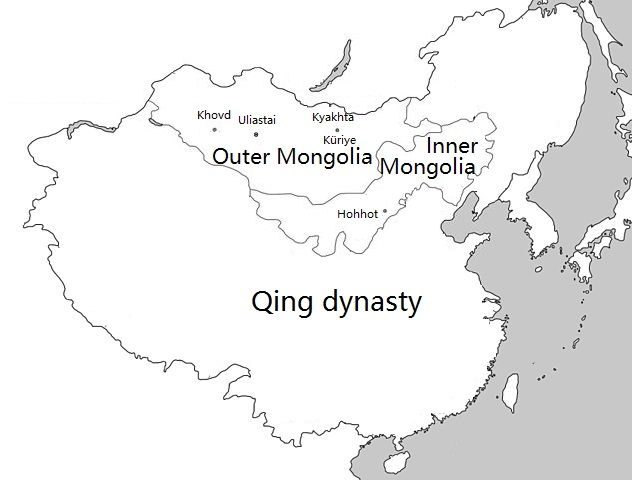
Äußere und Innere Mongolei während der Qing-Dynastie

Die Nördlichen Yuan herrschten noch über knapp drei Jahrhunderte über die Innere und Äußere Mongolei sowie Teile der Mandschurei. Im Westen Chinas entstand das westmongolische Dsungarische Khanat. Während des Übergangs von der Ming- zur Qing-Dynastie im 17. Jahrhundert verbündete sich der Yuan-Monarch Ligdan Khan mit den Ming gegen die Qing-Dynastie, bis Ligdan von den Qing-Truppen besiegt und die Innere Mongolei von den Qing erobert wurde. 1691 fiel auch die Äußere Mongolei unter die Herrschaft der Qing, die eine chinesische Provinz wurde. Im Westen wurde das Dsungarische Khanat 1759 von den Qing zerschlagen, womit der mongolische Einfluss in der Region Turkestan endete. Dabei kamen bis zu 80 % der dortigen dsungarischen Mongolen durch Krankheit, Hunger und Gewalt ums Leben, was durch die genozidale Politik der Qing verursacht wurde. Das Gebiet wurde daraufhin mit Han, Hui-Chinesen, Uiguren, ⁣Xibe und Mandschu neu besiedelt.
Nach dem Sturz der Qing-Dynastie im Jahr 1911 wurde die Republik China gegründet und die Äußere Mongolei erklärte nach mehr als 200 Jahren Qing-Herrschaft ihre Unabhängigkeit. Die Beiyang-Regierung der Republik China beanspruchte als Nachfolgestaat der Qing die Äußere Mongolei weiterhin als chinesisches Territorium. Aufgrund des chinesischen Bürgerkriegs und des Aufstiegs regionaler Warlords übte die chinesische Regierung jedoch keine stabile Kontrolle über das eigene Staatsgebiet aus. Die Äußere Mongolei suchte die Unterstützung Russlands, um ihre Unabhängigkeit zu wahren. Im Jahr 1919 rückte der chinesische General Xu Shuzheng in die Äußere Mongolei vor und erklärte ihre Unabhängigkeit für ungültig. Im Jahr 1921 wurden die chinesischen Truppen von Weißen Truppen unter der Führung von Baron Roman von Ungern-Sternberg vertrieben. Nur einige Monate später wurden sie wiederum von der Roten Armee Sowjetrusslands und prosowjetischen mongolischen Kräften der Mongolischen Revolutionären Volksarmee besiegt. Im Jahr 1924 wurde die Mongolische Volksrepublik als sowjetischer Marionettenstaat ausgerufen. Mit dem Beginn der japanischen Invasion in China wurden kaum Anstrengungen unternommen, die chinesische Kontrolle über die Äußere Mongolei wiederherzustellen.

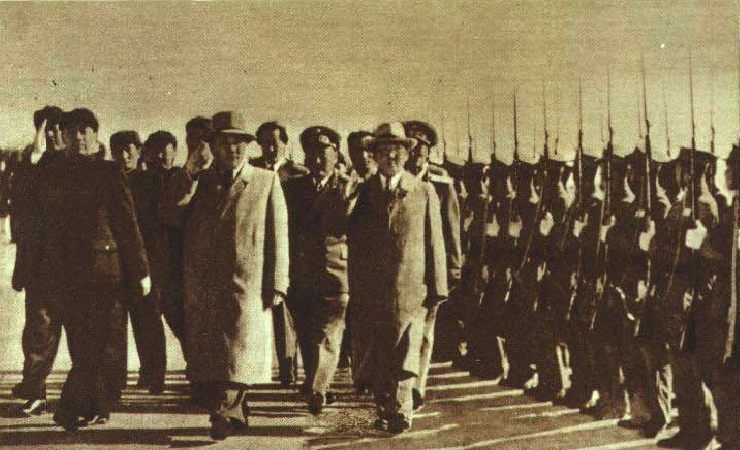
Jumdschaagiin Tsedenbal in Peking (1952)

Nach dem Ende des Zweiten Weltkriegs sah sich die von der Kuomintang geführte Republik China unter sowjetischem Druck gezwungen, die Unabhängigkeit der Äußeren Mongolei formell anzuerkennen, doch diese Anerkennung wurde 1953 widerrufen. Im Jahr 1949 gewannen die Kommunisten den chinesischen Bürgerkrieg und erkannten die Unabhängigkeit der Mongolei an. Die Volksrepublik China nahm am 16. Oktober 1949 diplomatische Beziehungen zur Mongolei auf, und 1962 unterzeichneten beide Staaten einen Grenzvertrag. Nach der chinesisch-sowjetischen Spaltung stellte sich die Mongolei auf die Seite der Sowjetunion an und bat um die Stationierung sowjetischer Streitkräfte, was in China zu Sicherheitsbedenken führte. Infolgedessen blieben die bilateralen Beziehungen bis 1984 angespannt, als eine hochrangige chinesische Delegation die Mongolei besuchte und beide Staaten begannen, ihre Grenzen zu vermessen und zu demarkieren. Mit dem Ende des Kalten Krieges und dem Zerfall der Sowjetunion wurde die Volksrepublik China der wichtigste Wirtschaftspartner der Mongolei und löste damit die Sowjetunion ab. 1994 unterzeichnete der chinesische Premierminister Li Peng einen Vertrag über Freundschaft und Zusammenarbeit mit der Mongolei.  2014 schlossen beide Länder eine strategische Partnerschaft und 2018 hielten beide gemeinsam mit Russland das Militärmanöver Wostok-2018 ab.

## Wirtschaftsbeziehungen
Im Jahr 2021 lag das bilaterale Handelsvolumen zwischen beiden Staaten bei 10,1 Milliarden US-Dollar. Zwischen 70 und 90 Prozente der mongolischen Exporte gehen nach China, knapp 93 % davon sind Bergbauerzeugnisse wie Erze oder Kohle. Zahlreiche chinesische Unternehmen sind im mongolischen Bergbausektor aktiv und bilden die größte Quelle ausländischer Direktinvestitionen im Land. Die Mongolei ist zahlreichen außenwirtschaftlichen Initiativen Chinas beigetreten wie die Neuen Seidenstraße oder der Asiatischen Infrastrukturinvestmentbank. Es wurde auch eine zunehmende russisch-chinesisch-mongolische Wirtschaftspartnerschaft etabliert und der Aufbau eines Wirtschaftskorridors zwischen den drei Ländern vereinbart. Zu den Projekten zählt auch die Erdgaspipeline Kraft Sibiriens 2, welche Erdgas von Russland nach China über die Mongolei transportieren soll.

## Kulturbeziehungen

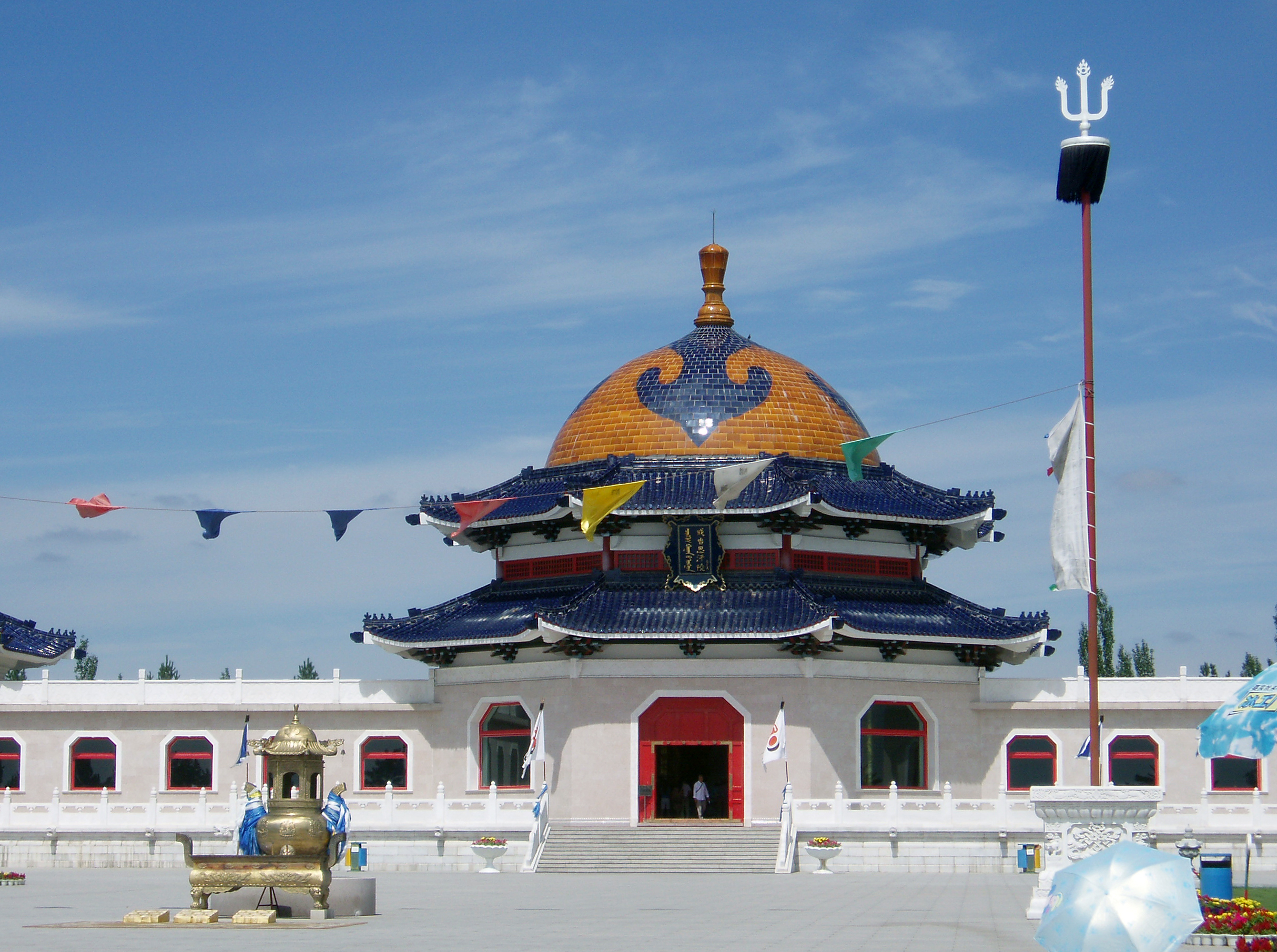
Mausoleum von Dschingis Khan in Ordos (VR China)

Für große Bedeutung für das Verhältnis der Mongolei zu China ist der Status der mongolischen Minderheit in der Volksrepublik China. Die Innere Mongolei hat den Status einer autonomen Region Chinas, dessen Autonomiestatus aber De facto nur im Namen der Verwaltungseinheit besteht. Außerdem wurden in Gebieten mit hohem mongolischen Bevölkerungsanteil sogenannte „autonome Banner“ eingerichtet. Das Erbe der Mongolenherrschaft wird in China nicht ausschließlich negativ bewertet und in der Inneren Mongolei wurden Statuen von Dschingis Khan errichtet. Gleichzeitig hat China unter Xi Jinping 2020 das Mongolische als Sprache für Schulkinder abgeschafft und versucht die Nutzung von Mandarin als Bildungssprache durchzusetzen, was für Missfallen in der Inneren Mongolei und auch der Mongolei sorgte.
Nachdem der bei den Mongolen sehr beliebte tibetische Dalai Lama Tenzin Gyatso 2016 in die Mongolei eingeladen wurde, reagierte China mit Strafzöllen auf mongolische Exporte nach China.
Anti-chinesische Einstellungen sind in der mongolischen Bevölkerung vorhanden, welche sich gegen den großen wirtschaftlichen und politischen Einfluss der Volksrepublik China in der Mongolei richten. Der Vorwurf, chinesischer Abstammung zu sein, wurde im Wahlkampf in der Mongolei als politische Waffe eingesetzt. In der Mongolei gibt es mehrere kleine Neonazi-Gruppen, die den chinesischen Einfluss und ethnische Vermischung zwischen Chinesen und Mongolen ablehnen, wie z. B. Tsagaan Chas. Mongolische Irredentisten träumen auch von einer Wiedervereinigung der Inneren und Äußeren Mongolei und dem Anschluss des russischen Burjatien an diesen größeren panmongolischen Staat, eine Idee, welche in den 1990ern in nationalistischen Kreisen an Beliebtheit gewann.